# Skagerrak (kabel)
 For alternative betydninger, se Skagerrak (flertydig). (Se også artikler, som begynder med Skagerrak)
Skagerrak er en samlebetegnelse for fire HVDC-strømkabler på i alt 1.700 MW mellem Tjele i Danmark og Kristiansand i Norge. De ejes og opereres af Statnett i Norge og Energinet.dk i Denmark. De 3 ældste ledninger har tilsammen 1000 MW kapacitet, og føres på master på landjorden. Den nyeste er på 700 MW, og kom i drift i 2015. Den er et kabel under overfladen hele vejen, og kostede 3,3 milliarder kroner.